# دالة فايرشتراس

صورة تظهر دالة فايرشتراس على المجال. مثل العديد من الكسيريات الأخرى، تظهر الدالة تشابهًا ذاتيًا: كل تكبير (دائرة حمراء) يشبه التمثيل البياني العام.

في الرياضيات، تعتبر دالة فايرشتراس (بالإنجليزية: Weierstrass function) أو الدالة المدببة مثالاً على حالة ذات قيمة حقيقية كاملة على المخطط الزمني، ولها خاصية الاتصال في كل مكان وغير قابلة للاشتقاق في أي مكان و قد سميت بهذا الاسم نسبة لمكتشفها كارل فايرشتراس.
في أول نموذج نشر في عام 1987، يثبت عدم صحة فكرة أن كل دالة متصلة هي دالة قابلة للاشتقاق باستثناء مجموعة من النقاط المعزولة.

## التكوين/ البناء

رسمة متحركة على أساس زيادة قيمة b من 0.1 إلى 5.

في بحث الاقتران المدبب الأصلي، تم تعريف الحالة على أنها سلسلة عدد فورييه حيث ......
{\displaystyle f(x)=\sum _{n=0}^{\infty }a^{n}\cos(b^{n}\pi x),}
حيث {\displaystyle 0<a<1}، {\displaystyle b} عدد فردي صحيح موجب، و
{\displaystyle ab>1+{\frac {3}{2}}\pi .}
القيمة الدنيا {\displaystyle b} التي تحقق هذه المحددات{\displaystyle b=7}.  فهذا التكوين مع دليل أن الاقتران غير قابل للاشتقاق عند أي نقطة على المنحنى، قد تم عرضها للأول مرة من قبل Weierstrass في بحثه الذي قدم في الثامن عشر من يوليو لسنة 1872.
بالرغم من وجود خاصية عدم الاشتقاق، إلا أنَّ حالة الاتصال موجودة. وبما أنَّ حدود السلسة اللانهائية التي تعرفها محدودة ب ±an  وهذا له مجموع لا نهائي بقيمة 0 < a < 1 , فإن تقارب مجموع الحدود يكون موحداً بواسطة اختبار اختبار ميميt مع Mn = an, وبما أن كل مجموع جزئي هو مستمر بناء على نظرية الحد الموحد فإن ذلك يعني أن F  متواصل، وبالإضافة إلى ذلك أيضا، بما أن كل مجموع جزئي متواصل بشكل متجانس فهذا يدل على أن F أيضا كما هو متواصل بشكل متجانس.
قد يكون من المتوقع أن يكون للاقتران المتصل مشتق أو يجب أن تكون مجموعة النقاط التي لا يشتق منها صغيرة إلى حد ما. وفقا لما ذكره كارل ويرستراس في بحثه، فإن علماء الرياضيات السابقين مثل Gauss قد افترضوا في الكثير من الأحيان بأن هذا صحيح. لكن، ربما يكون هذا الافتراض بسبب صعوبة رسم أو تصور دالة متصلة تكون مجموعة نقاطها غير قابلة للاشتقاق شيء  اخر مختلف عن مجموعة نقاط معدودة.
توجد نتائج مماثلة للفئات المحسنة للدلالات المتصلة. على سبيل المثال، اقتران Lipschitz والتي يجب أن تكون مجموع نقاطها غير المشتقة عبارة عن فئة Lipschitz الخالية (Rademacher نظرية ), عندما نحاول رسم اقتران متصلة عامة، عادةً ما نرسم رسماً بيانيا لدالة هي دالة Lipschitz أو من ناحية أخرى اقتران معدل.
مكن وصف اقتران الاقتران المدبب بأنه واحد من أول الكسور التي تمت دراستها، على الرغم من أن هذا المصطلح تم استخدامه بعد ذلك بكثير. يحتوي الاقتران على تفاصيل عند كل مستوى، لذلك لا يؤدي تكبير جزء من المنحنى على اظهار تقاربها بشكل تدريجي وقربها من الخط المستقيم. بدلا من أي نقطتين بغض النظر عن مدى قربهم، لن يكون الاقتران مرتبط.  يقيس البعد D في الرسم البياني لاقتران الاقتران المدبب الكلاسيكية أعلاه 2+logba (حيث a وb هي الثوابت في التركيب أعلاه) ويعتقد عموما بأن هذه القيمة هي بالضبط ولكن لم يثبت صحة هذا بدقة. لاحظ أن 1 < D < 2 if ab > 1
غالبا ما يستخدم مصطلح اقتران الاقتران المدبب في التحليل الحقيقي للإشارة إلى أي اقتران ذات خصائص وبناء مماثلة ل نموذج الاقتران المدبب الأصلي. على سبيل المثال، يمكن استبدال اقتران جيب التمام في سلسلة لا نهائية بالاقتران الخطي المتعرج . أوضح G. H. Hardy بأن اقتران البناء المذكور أعلاه هو اقتران لا الاشتقاقية مع الافتراضات 1, ab ≥ 1
من الملائم كتابة دالة الاقتران المدبب بالتوافق ك
ثم Wα(x) هو موصل لأُس A  والتي يمكن القول بأنه يوجد ثابت C مثل ذلك عند جميع X و Y . ولكن W1 هو موصل لجميع أوامر α < 1  ولكن ليس موصل  Lipschitz

## مثال على دالة فايرشتراس
ليكن لدينا الدالة المعرفة كمتسلسلة فورييه على الشكل التالي:
{\displaystyle \omega (x)=\sum _{n=0}^{\infty }{\frac {1}{2^{n}}}\sin(2^{n}x)=\sin(x)+{\frac {1}{2}}\sin(2x)+{\frac {1}{4}}\sin(4x)+\cdots }
هذه الدالة، المعرفة على شكل(متسلسلة فورييه) و هي دالة دورية دورها يساوي {\displaystyle 2\pi }, متقاربة تقارب مطلق لأي قيمة للمتحول {\displaystyle x} , و هي متصلة في كل النقاط لكنها غير قابلة للاشتقاق وهي شكل من أشكال التوابع في الهندسة الكسيرية.

## كثافة الدوال غير القابلة للاشتقاق في أي مكان
قد تبين أن اقتران Weierstrass هو أبعد ما يكون عن كونها مثال منعزل على الرغم من أنه مرضي الا إنه أيضا نموذجي للاقترانات المتصلة
·        من ناحية طوبولوجية، مجوعة الاقترانات غير الاشتقاقية ذات القيمة الحقيقية في (0.1) هي cameager في الفراغ الموجه C([0, 1]; R لجميع الاقترانات المتصلة ذات القيمة الحقيقية على (1.0) مع طوبولوجيا التقارب الموحد.
·        بالمعنى النظري للقياس، عندما يكون المجال C([0, 1]; R) مزودا بقياس Wiener الكلاسيكي فإن مجوعة الاقترانات غير الاشتقاقية حتى عند نقطة واحدة من  (0.1) تحتوي على قياس Y الصفري. وينطبق نفس الشيء حتى لو أخذنا أجزاء من C ذات أبعاد منتهية من C([0, 1]; R), بمعنى أن الاقترانات غير الاشتقاقية في أي مكان تشكل مجموعة سائدة من C([0, 1]; R).

## انظر ايضاً
- ندفة الثلج لكوخ
- دالة غير متصلة في أي مكان